# 亀岡村 (愛媛県)
亀岡村（かめおかむら）は愛媛県野間郡のち越智郡にあった村である。1955年に菊間町との1町1村の合併で菊間町となり、自治体としては消滅した。菊間町は平成の市町村合併で今治市となり、現在に至っている。

## 地理
現在の今治市の西部。北西を瀬戸内海（斎灘）に面している。背後は300メートル程度の山々で九和村（後に玉川村）に接している。
村名の由来
合併、発足時に両村の氏神である出亀・入亀から亀山を届け出ようとしたが、のちに合併した隣の越智郡で一足先に同名が届出されていた（大島の亀山村）ことから、「山」を「岡」としたもの。
川
種川、佐方川

## 歴史

### 略史
- 明治時代始めに製瓦導入される。
- 1890年 - 亀岡尋常小学校を大字種に移転。
- 1906年 - 大字種に伊予教員養成所設置される。
- 1937年 - 伊予教員養成所廃止。
- 1939年 - 伊予亀岡駅開業。

### 沿革
- 1889年（明治22年） 12月15日 - 町村制施行により佐方村、種村が合併して、野間郡亀岡村発足。役場を大字種におく。
- 1897年（明治30年）4月1日 - 野間郡が越智郡に統合される。以後、越智郡に所属。
- 1955年（昭和30年） 3月31日 - 菊間町と合併、自治体としての歴史を閉じる。

```
亀岡村の系譜
（町村制実施以前の村）　（明治期）　　　　　　（昭和の合併）　　　（平成の合併）
　　　　　　　　　　　　町村制施行時
浜　　　━━━┓　　　　　　　　　あ　　　い　　う
長坂　　━━━╋━━━菊間村━━━菊間町━━┳━━┳━━━━━━━┓
西山　　━━━┛　　　　　　　　　　　　　　┃　　┃　　　　　　　┃
池原　　━━━┓　　　　　　　　　　　　　　┃　　┃　　　　　　　┃
高田　　━━━┫　　　　　　　　　　　　　　┃　　┃　　　　　　　┃
松尾　　━━━┫　　　　　　　　　　　　　　┃　　┃　　　　　　　┃
河之内　━━━╋━━━歌仙村━━━━━━━━┛　　┃　　　　　　　┃
川上　　━━━┫　　　　　　　　　　　　　　　　　┃　　　　　　　┃
中川　　━━━┛　　　　　　　　　　　　　　　　　┃　　　　　　　┃
佐方　　━━━┓　　　　　　　　　　　　　　　　　┃　　　　　　　┃
　　　　　　　┣━━━亀岡村━━━━━━━━━━━┛　　　　　　　┃
種　　　━━━┛　　　　　　　　　　　　　　　　　　　　　　　　　┃え
　　　　　　　　　　　　　　　　　　　　　　　　　　　　今治市━━╋━━今治市
　　　　　　　　　　　　　　　　　　　　　　　　　　　　朝倉村━━┫
　　　　　　　　　　　　　　　　　　　　　　　　　　　　玉川町━━┫
　　　　　　　　　　　　　　　　　　　　　　　　　　　　波方町━━┫
　　　　　　　　　　　　　　　　　　　　　　　　　　　　大西町━━┫
　　　　　　　　　　　　　　　　　　　　　　　　　　　　吉海村━━┫
　　　　　　　　　　　　　　　　　　　　　　　　　　　　宮窪町━━┫
　　　　　　　　　　　　　　　　　　　　　　　　　　　　伯方町━━┫
　　　　　　　　　　　　　　　　　　　　　　　　　　　　上浦町━━┫
　　　　　　　　　　　　　　　　　　　　　　　　　　　　大三島町━┫
　　　　　　　　　　　　　　　　　　　　　　　　　　　　関前村━━┛

あ – 明治41年1月1日　町制施行
い - 大正14年4月1日　合体
う – 昭和30年3月31日　合体
え – 平成17年1月16日　新設合併、新・今治市発足

（注記）今治市以下の市町村の合併以前の系譜はそれぞれの市・町・村の記事を参照のこと。

```

## 地域
合併前の旧2村の名をそのまま大字として継承した。合併し菊間町になっても継承された。
佐方（さがた）、種（たね）
なお、現在、今治市になってからの地名表記は「菊間町」に旧の大字を続ける。大字は付かない。
例　今治市菊間町佐方

## 交通
国鉄伊予亀岡駅。